# Pleurotomaria neosolodurina
Pleurotomaria neosolodurina is een fossiele slakkensoort uit de familie van de Pleurotomariidae. De wetenschappelijke naam van de soort is voor het eerst geldig gepubliceerd in 1905 door Dacque.